# Tandem Aero
Tandem Aero este o companie aeriană din Republica Moldova, cu sediul în capitala țării, Chișinău. Compania a fost înregistrată în 1998. Efectuază transporturi aeriene regulate și charter de pasageri, folosind în acest scop aeronave proprii și închiriate, în prezent (2013) este utilizată o aeronavă de tip Embraer EMB 120. Începând din 2019, Tandem Aero are în flotă un Airbus A320, cu o capacitate de 180 de locuri. Momentan, noua aeronavă este în hangar, urmând să efectueze primele zboruri pentru Tandem Aero.
Tandem Aero operează zboruri regulate internațional la Tel Aviv, Israel. Zborurile spre Kiev au fost operate cu aeronavele de tip Antonov An-24 până în martie 2006. Din cauza litigiilor de trafic aerian dintre Republica Moldova și Ucraina serviciul a fost oprit. 